# 7361 Endres
A 7361 Endres (ideiglenes jelöléssel 1996 DN1) a Naprendszer kisbolygóövében található aszteroida. NEAT fedezte fel 1996. február 16-án.